# El meu pare
El meu pare (títol original: Dad) és una pel·lícula estatunidenca de Gary David Goldberg, estrenada l'any 1989, adaptació de la novel·la homònima de William Wharton. Ha estat doblada al català.

## Argument
Jack i Bette Tremont (Jack Lemmon i Olympia Dukakis) són una tranquil·la parella de jubilats on la mestressa de casa gestiona amb mà de ferro el dia a dia de la parella. Fins al dia que Bette és hospitalitzada a conseqüència d'una crisi cardíaca. D'un dia a l'altre, el discret Jack Tremont es troba per primera vegada de la seva vida sol a la casa, amo del seu destí. Aquesta llibertat el deixa en un principi una mica circumspecte. També, decideix cridar als seus fills John (Ted Danson) i Annie (Kathy Baker) per donar-li un cop de mà en la vida diària. John és un home d'afers pròsper, sempre per tot arreu i ocupant-se de la seva carrera, i és en aquestes circumstàncies que s'apropa (més que no ho ha fet mai) al seu pare: ensenya al seu pare a esdevenir més independent i autònom, més a la seva imatge i pren a poc a poc consciència en aquest procés, que l'ha allunyat del seu propi fill, Billy (Ethan Hawke). És doncs a través de l'aprenentatge de la seva relació amb el seu pare que descobreix la seva relació amb el seu fill.

## Repartiment
- Jack Lemmon: Jake Tremont
- Ted Danson: John Tremont
- Ethan Hawke: Billy Tremont
- Kathy Baker: Annie Tremont
- Kevin Spacey: Mario
- Olympia Dukakis: Bette Tremont
- Gregory Itzin: Ralph Kramer
- J. T. Walsh: Dr. Santana
- Zakes Mokae: Dr. Chad
- Peter Michael Goetz: Dr. Ethridge
- John Apicella: Dr. Delibro
- Art Frankel: instructor DMV

## En el cas de la pel·lícula
- En una de les escenes de la pel·lícula, Kevin Spacey porta una jaqueta Chatsworth. Spacey per la seva banda està diplomat pel liceu Chatsworth (Califòrnia).
- La pel·lícula és treta de la segona novel·la de l'escriptor americà William Wharton. La seva primera novel·la, Birdy, apareguda l'any 1978, ja va ser portada a la pantalla per Alan Parker, el 1984, amb Matthew Modine i Nicolas Cage.